# اندرو کاپوبیانکو
اندرو کاپوبیانکو (انگلیسی: Andrew Capobianco؛ زادهٔ ۱۳ اکتبر ۱۹۹۹) شیرجه‌رو اهل ایالات متحده آمریکا است.
وی در مسابقات کشوری و بین‌المللی در مجموع برندهٔ ۱ مدال نقره، ۳ مدال برنز شده‌است.